# Kishunpur
Kishunpur é uma cidade e uma nagar panchayat no distrito de Fatehpur, no estado indiano de Uttar Pradesh.

## Demografia
Segundo o censo de 2001, Kishunpur tinha uma população de 5943 habitantes. Os indivíduos do sexo masculino constituem 52% da população e os do sexo feminino 48%. Kishunpur tem uma taxa de literacia de 49%, inferior à média nacional de 59.5%: a literacia no sexo masculino é de 58% e no sexo feminino é de 39%. Em Kishunpur, 22% da população está abaixo dos 6 anos de idade.